# Климента
Климента је насељено место у Босни и Херцеговини у општини Јајце. Административно припада Федерацији Босне и Херцеговине, односно њеном Средњобосанском кантону. Према попису становништва из 2013. у насељу је било 479 становника, а већинску популацију у насељу чинили су Хрвати.

## Становништво
По последњем службеном попису становништва из 2013. године у насељу Климента живело је 479 становника, а село је било етнички хомогено са већинском хрватском популацијом.
| Националност | 2013. | 1991.        | 1981.        | 1971.        |
| Бошњаци      | —     | 1 (0,24%)    | 79 (16,88%)  | 83 (23,18%)  |
| Хрвати       | —     | 402 (97,81%) | 340 (72,65%) | 262 (73,18%) |
| Срби         | —     | 6 (1,46%)    | 6 (1,28%)    | 11 (3,07%)   |
| Југословени  | —     | 2 (0,48%)    | 41 (8,76%)   | 0            |
| остали       | —     | 0            | 2 (0,42%)    | 2 (0,55%)    |
| Укупно       | 479   | 411          | 468          | 358          |